# Vrujica
Vrujica (cyr. Врујица) – wieś w Czarnogórze, w gminie Kolašin. W 2011 roku liczyła 55 mieszkańców.